# Bárbara Gatica
Bárbara Gatica Avilés (Puente Alto, Santiago, Chile; 16 de agosto de 1996) es una tenista chilena.
En singles, su mejor ranking WTA ha sido 201 logrado en julio de 2022, mientras que en dobles, ha alcanzado el puesto 158.º (18 de julio de 2022).

## Trayectoria
Comenzó a jugar tenis a los 5 años, en las canchas públicas del Parque Araucano junto a su padre. 
El año 2015 se convierte en tenista profesional. Desde ese mismo año, forma parte del equipo chileno de la Copa Billie Jean King; junto a sus compañeras, el 2020 aseguró la estadía de Chile en el Grupo 1 de la zona americana, tras enfrentarse a Venezuela, con victorias en singles por 6-2 y 6-0 a Aymet Uzcategui, y en dobles -junto a Alexa Guarachi- por 6-2 y 6-4 a Andrea Gamiz y Aymet Uzcategui.
En junio de 2022, la Agencia Internacional de Integridad del Tenis (ITIA) anunció su suspensión provisional debido a un control antidopaje en el que se detectaron dos sustancias prohibidas, boldenona y metabolito. Posteriormente, en diciembre de ese año, la ITIA la suspendió por tres años tras admitir que en 2016 perdió adrede un partido a cambio de dinero, lo que constituye una infracción del Programa Anticorrupción del Tenis (TACP).

## Títulos ITF (19;2+17)
| Leyenda             |
| ------------------- |
| Torneos de $100,000 |
| Torneos de $80,000  |
| Torneos de $60,000  |
| Torneos de $25,000  |
| Torneos de $15,000  |
| Torneos de $10,000  |

### Singles (2)
| No. | Fecha               | Torneo  | Superficie    | Oponente en la final | Resultado     |
| 1.  | 1 de mayo de 2017   | Antalya | Tierra batida | Amina Anshba         | 6-2, 7-5      |
| 2.  | 13 de marzo de 2022 | Salinas | Tierra batida | Suzan Lamens         | 6-4, 7-6(7-2) |

### Dobles (17)
| N.º | Fecha                    | Torneo              | Superficie    | Pareja          | Oponentes en la final                  | Resultado            |
| --- | ------------------------ | ------------------- | ------------- | --------------- | -------------------------------------- | -------------------- |
| 1.  | 11 de abril de 2016      | Lins                | Tierra batida | Stephanie Petit | Paula Ormaechea Constanza Vega         | 7-5, 6-3             |
| 2.  | 18 de julio de 2016      | Schio               | Tierra batida | María Herazo    | Alice Balducci Deborah Chiesa          | 7-5, 1-6, [10-5]     |
| 3.  | 31 de octubre de 2016    | Cúcuta              | Tierra batida | Daniela López   | María Paulina Pérez Paula Andrea Pérez | 6-4, 4-6, [10-4]     |
| 4.  | 22 de mayo de 2017       | Benavídez           | Dura          | Stephanie Petit | Madison Bourguignon Naomi Totka        | 6-2, 7-6 (1)         |
| 5.  | 11 de septiembre de 2017 | Buenos Aires        | Tierra batida | Lara Escauriza  | Suzan Lamens Erika Vogelsang           | 7-5, 6-4             |
| 6.  | 6 de noviembre de 2017   | Encarnación         | Tierra batida | Lara Escauriza  | Nathaly Kurata Thaisa Grana Pedretti   | 6-4, 6-4             |
| 7.  | 16 de abril de 2018      | Villa Dolores       | Tierra batida | Rebeca Pereira  | Victoria Bosio Julieta Estable         | 6-2, 6-4             |
| 8.  | 24 de septiembre de 2018 | Hilton Head Island  | Tierra batida | Rebeca Pereira  | Allura Zamarripa Maribella Zamarripa   | 7-6 (2), 3-6, [11-9] |
| 9.  | 12 de noviembre de 2018  | Villa del Dique     | Tierra batida | Rebeca Pereira  | Fernanda Brito Carla Lucero            | 6-3, 6-3             |
| 10. | 6 de mayo de 2019        | Tabarka             | Tierra batida | Rebeca Pereira  | Eva Vedder Stephanie Visscher          | 6-3, 1-6, [10-5]     |
| 11. | 24 de junio de 2019      | Périgueux           | Tierra batida | Rebeca Pereira  | María Herazo Diana Marcinkevica        | 6-4, 6-2             |
| 12. | 23 de septiembre de 2019 | São Paulo           | Tierra batida | Rebeca Pereira  | Eugenia Ganga Thaisa Grana Pedretti    | 6-2, 6-4             |
| 13. | 17 de octubre de 2020    | Monastir            | Dura          | Rebeca Pereira  | Weronika Falkowska Lisa Ponomar        | 3–6, 7–6(3), [17–15] |
| 14. | 31 de julio de 2021      | Grodzisk Mazowiecki | Tierra batida | Rebeca Pereira  | Jang Su-jeong Lee Ya-hsuan             | 6–3, 6–1             |
| 15. | 15 de enero de 2022      | Blumenau-Gaspar     | Tierra batida | Andrea Gamiz    | Eva Vedder Sofía Sewing                | 6-4, 6-1             |
| 16. | 6 de febrero de 2022     | Tucumán             | Tierra batida | Rebeca Pereira  | Andrea Gámiz Paula Ormaechea           | 6-3, 7-5             |
| 17. | 12 de marzo de 2022      | Salinas             | Tierra batida | Rebeca Pereira  | María Herazo María Paulina Pérez       | 6-4, 6-0             |